# Ablegado
 Ablegado é o Vigário ou substituto do papado, de funções restritas à missão de que é incumbido; secular ou eclesiástico, enviado do papa a uma corte para a entrega do Barrete cardinalício ao agraciado com a respectiva dignidade. 